# Sonny Valentine
Sonny Valentine, es un personaje ficticio de la serie de televisión Hollyoaks interpretado por el actor Aaron Fontaine desde el 6 de enero de 2014 hasta el 12 de noviembre de 2014. Anteriormente Sonny fue interpretado por el actor Devon Anderson del 17 de julio de 2006 hasta el 2007.

## Biografía
Sonny aparece nuevamente en enero del 2014 después de que Carmel le llamara para decirle que su sobrina Kathleen-Angel McQueen no estaba a salvo con Theresa, poco después Sonny finalmente conoce a su sobrina pero cuando se rehúsa a ayudarla, Carmen finalmente le manda un mensaje revelándole que Theresa había sido la asesina de su hermano Calvin por lo que Sonny decide regresar a Hollyoaks.
Sonny decide vengarse de Theresa y cuando Sam Lomax lo descubre viendo en las computadoras de la estación de policía él le revela que trabajaba como detective sargento de la policía de Dee Valley y que sabía quien había matado a su hermano, unos minutos después Sonny confronta a Theresa pero aunque ella niega ser la asesina Sonny le dice que va a atraparla y encerrarlo. Poco después Sonny le dice a Carmel que si lo ayudaba dando una declaración escrita sobre lo sucedido ella podía obtener la custodia total de Kathleen-Angel por lo que Carmel declara en contra de su prima. Cuando Theresa intenta huir es detenida por la policía.
El 12 de noviembre de 2014 Sonny murió junto a Carmel durante la explosión del tren, luego de que Carmel intentara salvar a Theresa de Sonny.